# 명희 (가수)
명희(본명: 김명희)는 대한민국의 가수이다.

## 경력
- 세종포럼협의회 이사

## 수상
- 2015년 제21회 대한민국연예예술상 모범가수상
- 2014년 제20회 대한민국연예예술상 사회봉사상
- 2012년 한국을빛낸스타대상 모범가수대상
- 2012년 대한민국 충효대상
- 2009년 이호섭 임수민의 희망가요 노래자랑 금상 수상
- 2009년 제8회 전국가요제 금상 수상
- 2008년 OBS 도전 마이크 스타 안양시편 최우수상
- 2008년 시민가요제 금상 수상
- 2007년 주부가요제 대상 수상

## 데뷔
- 2010년 1집 앨범 "사랑의 굴레"

## 음반
- 2022년 전국트로트 대행진 한마당
- 2020년 친구야 보성가자
- 2017년 너도 바보 나도 바보 / 사부곡 / 어화둥둥
- 2014년 어화둥둥
- 2010년 사랑의 굴레